# Amazon Luna
Luna — облачная игровая платформа, разработанная и управляемая компанией Amazon. Сервис предоставляется по подписке от 5,99 долларов в месяц и работает на базе AWS.
Доступ к сервису осуществляется с Windows, Mac, Amazon Fire TV и iOS (как прогрессивное веб-приложение) при запуске, а также вскоре после этого на Android.
Сервис предоставляет возможность играть в разрешении 1080p 60fps.
Сервис интегрирован в платформу Twitch, за счет чего у зрителей есть возможность мгновенного запуска игр, демонстрируемой аудитории стримером.
Amazon заключила партнерские отношения со игровой студией Ubisoft для создания игрового канала, эксклюзивного для Luna, который предоставит подписчикам Luna доступ к играм Ubisoft в тот же день, когда они будут выпущены. Канал Ubisoft+ стоит 17,99 доллара в месяц.
Существует также дополнительный пакет игр для семьи за 3 доллара в месяц, куда входят игры с рейтингом E.
Пользователь может подписаться отдельно на необходимый ему пакет игр.
Доступ к Luna в настоящее время существует только для подписчиков в Соединенных Штатах, а международный релиз еще не подтвержден. В настоящее время Luna не поддерживает Гавайи, Аляску.
Luna запущен в качестве конкурента Amazon другим платформам облачных игр, таким как Stadia, Xbox Cloud Gaming, PlayStation Now и GeForce Now.

## Контроллер
Контроллер Luna — это дополнительный аксессуар, который продается за 49,99 доллара. Он поставляется в одном цвете (черный) и оснащен двумя аналоговыми стиками, D-pad, двумя наборами плечевых кнопок, четырьмя основными лицевыми кнопками A / B / X / Y и четырьмя другими лицевыми кнопками. Встроенный микрофон обеспечивает поддержку Amazon Alexa. Контроллер может подключаться через Wi-Fi, Bluetooth или кабель USB-C.

## Использованная литература
1. ↑  Winslow, Jeremy. Amazon Partners With Ubisoft On A Luna Game-Streaming Channel. Gamespot (24 сентября 2020). Дата обращения: 24 сентября 2020. Архивировано 4 октября 2020 года.
2. ↑  Amazon Luna Controller Review. PCMAG. Дата обращения: 22 февраля 2022. Архивировано 20 апреля 2022 года.